# Mount Tempyo
Mount Tempyo är ett berg i Antarktis. Det ligger i Östantarktis. Norge gör anspråk på området. Toppen på Mount Tempyo är 260 meter över havet.
Terrängen runt Mount Tempyo är kuperad österut, men åt nordväst är den platt. Havet är nära Mount Tempyo åt sydväst. Trakten är obefolkad. Det finns inga samhällen i närheten.